# 格拉沃龙-塞梅维尔
格拉沃龙-塞梅维尔（法語：Graveron-Sémerville，法語發音：[ɡʁavʁɔ̃ semɛʁvil]）是法国厄尔省的一个市镇，位于该省中部，属于埃夫勒区。该市镇于1844年由原市镇格拉沃龙（Graveron）、圣默兰（Saint-Melain）和塞梅维尔（Sémerville）合并而成。

## 地理
格拉沃龙-塞梅维尔（49°5'38"N, 0°58'28"E）面积8.03 平方千米，位于法国诺曼底大区厄尔省，该省份为法国北部内陆省份，北起滨海塞纳省，西接奧恩省和卡爾瓦多斯省，南至厄尔-卢瓦省，东临瓦兹省、瓦兹河谷省和伊夫林省。
与格拉沃龙-塞梅维尔接壤的市镇（或旧市镇、城区）包括：奥尔姆、基特伯夫、圣奥班代克罗斯维尔、勒蒂约勒朗贝尔、圣科隆布-拉科芒德里。

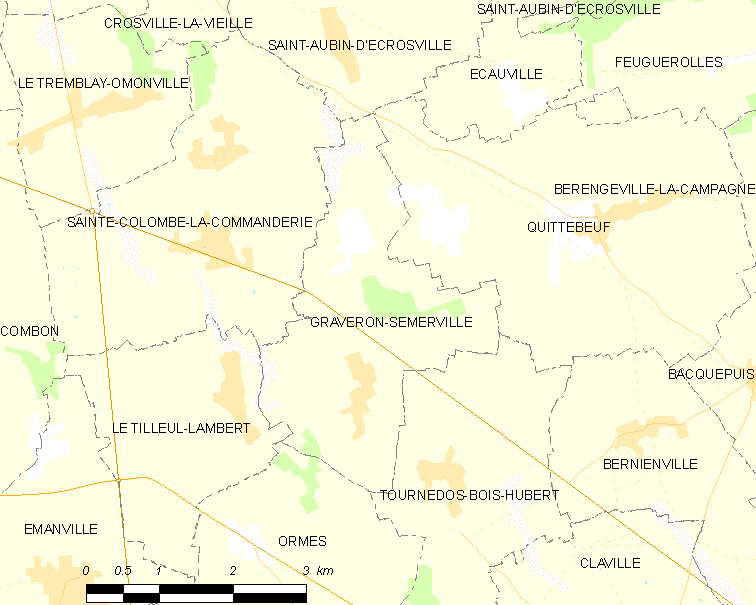
格拉沃龙-塞梅维尔的OSM定位图

格拉沃龙-塞梅维尔的时区为UTC+01:00、UTC+02:00（夏令时）。

## 行政
格拉沃龙-塞梅维尔的邮政编码为27110，INSEE市镇编码为27298。

## 政治
格拉沃龙-塞梅维尔所属的省级选区为勒讷堡县。

## 人口

1962-2008年间格拉沃龙-塞梅维尔人口变化图示

格拉沃龙-塞梅维尔于2022年1月1日时的人口数量为321人。